# Малика-и-Джахан
Малика-и-Джахан (Царица мира) — первая и главная жена султана Ала ад-Дина Хильджи, второго и самого могущественного правителя династии Хильджи, правившего Делийским султанатом. Она была дочерью предшественника Ала ад-Дина и его дяди по отцовской линии, султана Джалала ад-Дина Хильджи, основателя династии Хильджи.

## Семья и происхождение
Малика-и-Джахан была дочерью Джалала ад-Дина Хильджи, основателя и первого султана династии Хильджи, правившего Делийским султанатом. Её мать, также известная как Малика-и-Джахан (Царица мира), была главной женой Джалала ад-Дина. Она была честолюбива и высокомерна, оказывая сильное влияние на султана и на тогдашнюю политику. У Малики-и-Джахан, дочери Джалала ад-Дина, было по меньшей мере три брата: Хан-и-Хан, Аркали Хан и Кадыр Хан. Её будущий муж Ала ад-Дин был старшим сыном старшего брата Джалала ад-Дина, Шихабуддина Масуда, что делало Малику-и-Джахан двоюродной сестрой своего будущего супруга, который после смерти отца был воспитан Джалалом ад-Дином. Младший брат Ала ад-Дина также женился на дочери Джалал ад-Дина.

## Замужество
Малика-и-Джахан вышла замуж за Ала ад-Дина задолго до прихода к власти династии Хильджи в 1290 года году. Возвышение же Ала ад-Дина началось после свадьбы на ней. Брак не был счастливым: Малика-и-Джахан гордилась тем, что была дочерью султана, а Ала ад-Дин пренебрегал ею из-за её же высокомерия. Он поссорился с принцессой, когда та попыталась подчинить его себе, продемонстрировав открытую ревность и презрение к его второй жене Махру, сестре Альп Хана. Однажды, когда Ала ад-Дин и Махру были вместе в саду, Малика-и-Джахан напала на Махру. В сердцах, Ала ад-Дин ударил первую жену. Об инциденте донесли Джалал ад-Дину, но султан не предпринимал никаких действий против Ала ад-Дина.
Алоддин также был не в ладах со своей тёщей, которая убедила Джалал ад-Дина, что тот намерен создать независимое царство во главе с собой в отдалённой части страны. Опасаясь влияния свекрови на султана, Ала ад-Дин не жаловался на жену. В 1296 году он убил Джалал ад-Дина и завладел троном, провозгласив себя новым правителем Делийского султаната. Малика-и-Джахан так и не простила мужу убийство своего отца.

## В массовой культуре
Роль Малики-и-Джахан, именуемая в фильме Мехрунисой, в картине Лилы Санджая Бхансали 2018 года «Падмавати» исполнила Адити Рао Хидари.